# スイセイジュ属
スイセイジュ属（水青樹属、Tetracentron）はヤマグルマ科に属する植物の属の一つ。現生種は、中国南西部からヒマラヤ東部に分布する落葉高木のスイセイジュ（水青樹: Tetracentron sinense）ただ1種のみである。
花は花弁のない風媒花で、萼・雄蕊・雌蕊（離生）各4個がある。また材には道管がなく仮道管しかない。この性質は裸子植物と同じで原始的形質とされ、かつてはかなり原始的な被子植物と考えられた（現在は真正双子葉類の中のやや基底的なグループとされる）。同じく道管がないヤマグルマに近縁とされている。
かつてはスイセイジュ科 Tetracentraceae A.C.Sm. (1945)として本属のみを含む独立科とされていた。

## 化石記録
化石記録は始新世に遡り、現在よりも広い分布域を持っていたことが分かっている。北米ではブリティッシュコロンビア州・ワシントン州から産出し、オカナガン高地に広がる始新世の湖の堆積物から複数種が発見されている。アラスカ州から得られた古第三紀の Tetracentron piperoides は、果実が発見されていないためこの属であるかどうか疑わしい。
2008年にはアイスランドの中新世の層から、ヨーロッパ産の本属化石としては初の Tetracentron atlanticum の花粉・果実・葉が発見されている。